# Cửa hàng sách và thiết bị trường học
Cửa hàng sách và thiết bị trường học là đại lý bản lẻ chuyên về các vật phẩm, thiết bị đồ dùng phục vụ công tác giáo dục và sự phát triển của con trẻ ở mọi lứa tuổi. Những vật phẩm này bao gồm đồ chơi, sách, trò chơi ngoài trời, các khối xếp hình và âm nhạc, cùng với những tài liệu, đồ dùng và vật dụng giảng dạy truyền thống. Các tên gọi khác của khái niệm cửa hàng sách và thiết bị trường học bao gồm nhà sách và thiết bị trường học, siêu thị sách và thiết bị giáo dục, cửa hàng sách và thiết bị giáo dục, trung tâm sách và thiết bị giáo dục...
Một số cửa hàng cũng bày bán cả những vật phẩm dành cho cả đối tượng người tàn tật. Những chuỗi cửa hàng lớn như Early Learning Centre đến nay vẫn còn đang hoạt động và các nhà sách & thiết bị giáo dục cũng có mặt ở nhiều vùng đô thị và khu vực ngoại thành.

## Các loại vật phẩm
Cửa hàng sách và thiết bị trường học theo truyền thống sẽ bày bán những dòng đồ chơi ít phổ biến như BRIO, Playmobil, Melissa & Doug, hoặc những đồ chơi được bán ra chủ yếu ở thị trường đồ chơi chuyên biệt. Những nguồn tài liệu khác ở đây thường là do các nhà xuất bản về giáo dục quy mô nhỏ cho phát hành bên ngoài giới phát hành sách giáo khoa chính thống. Ở Mỹ, các nhà sách và thiết bị giáo dục cùng với bên cung ứng của họ đa phần đều là thành viên của American Specialty Toy Retailing Association (ASTRA) hoặc National School Supply and Equipment Association (NSSEA).

## Cách dùng khác
Nhà sách Đại học có tên University Learning Store được thành lập năm 2016 với mục tiêu truyền tải các khóa học/lớp học trực tuyến, khóa học theo yêu cầu và các khóa học kỹ năng dành cho đội ngũ cán bộ công nhân viên. Nhà sách này được cho ra mắt bởi một nhóm các trường đại học phi lợi nhuận. Một mô hình khác của nhà sách và thiết bị trường học còn được sử dụng trong kinh doanh/doanh nghiệp như một chiến lược nằm trong khái niệm gọi là triple-loop learning. Đó là một cửa hàng được set-up bởi một nhà bán lẻ hoặc doanh nghiệp nhằm thử nghiệm những ý tưởng cấp tiến hoặc cải cách triệt để.